# Neudorfer kleiner Teich 1
Der Neudorfer kleine Teich 1 ist ein Stauteich im mittleren Unterharz in Neudorf, Sachsen-Anhalt und eine der zwei Vorsperren des Kunstteichs Neudorf. Der Teich ist Teil des Unterharzer Teich- und Grabensystems.

## Beschreibung
Der Neudorfer kleine Teich 1 wurde um 1860 errichtet, als damals zweite Vorsperre des Kunstteich Neudorf, zusätzlich zum Neudorfer kleiner Teich 2. Bis 1902 wurde der Teich als Kunstteich genutzt.
Ein Zufluss eines Nebenflusses der schmalen Wipper wird hier aufgestaut. Dieser wird zuerst im Neudorfer Gemeindeteich aufgestaut. Über diesen war der Kunstteich Neudorf an den Neudorfer Graben, Teil des Silberhütter Kunstgrabens angebunden. Der Neudorfer kleine Teich 1 entwässert direkt in den Kunstteich Neudorf. Der Teich ist mittlerweile stark verlandet.